# Trofeo de Campeones de la Superliga Argentina de 2019
A Trofeo de Campeones de la Superliga Argentina de 2019 foi a primeira edição desta competição, uma partida anual organizada pela Superliga Argentina de Futebol (em português: Superliga Argentina de Fútbol, SAF) na qual se enfrentaram Racing campeão da Superliga Argentina de 2018–19 e Tigre campeão da Copa da Superliga Argentina de 2019. A partida foi realizada em 14 de dezembro de 2019 no Estádio José María Minella em Mar del Plata na Argentina.
O Racing consagrou-se campeão do torneio após derrotar o Tigre por 2–0.

## Participantes
Os times participantes foram Racing e Tigre, campeões da Superliga Argentina e Copa da Superliga Argentina da temporada de 2018–19, respectivamente.
| Clube  | Método de classificação                        | Participações anteriores |
| ------ | ---------------------------------------------- | ------------------------ |
| Racing | Campeão da Superliga Argentina de 2018–19      | nenhuma                  |
| Tigre  | Campeão da Copa da Superliga Argentina de 2019 | nenhuma                  |

## Partida
Com dois gols do paraguaio Matías Rojas, o Racing venceu por 2–0 o Tigre no José María Minella de Mar del Plata e levantou o Trofeo de Campeones Autoahorro VW. A Academia chegou à final como ganhadora da Superliga de 2018–19, enquanto que o Matador veio como vencedor da Copa da Superliga de 2019.

### Detalhes
| 14 de dezembro de 2019 | Racing           | 2 – 0     | Tigre | Mar del Plata                                           |  |
| 19:10 (UTC−3)          | - Rojas 30', 43' | Relatório |       | Estádio: José María Minella Árbitro: Fernando Rapallini |  |

| Bandeirinhas: Maximiliano Del Yesso Gerardo Carretero Quarto árbitro: Diego Abal | Regras do jogo - 90 minutos. - Pênaltis se necessário. - Sete substitutos podem ser nomeados, dos quais até três podem ser utilizados durante a partida. |

## Campeão
| Trofeo de Campeones de 2019 |
| Buenos Aires (província)    |
| --------------------------- |
| RACING Campeão (1° título)  |